# 足関節果部骨折
足関節果部骨折（そくかんせつかぶこっせつ）とは、1つまたは複数の足首の骨が折れてる状態のことである。症状には、痛み、腫れ、あざ、歩くことができないなどがあげられる。合併症には、足首の高い位置の捻挫、コンパートメント症候群、可動域の減少、変形癒合などがあげられる。
原因には、足首の過度なひねりや鈍的外傷などによる関節への過度なストレスがあげられる。足関節果部骨折の種類には、外側くるぶし(外果)、内側くるぶし(内果)、後くるぶし(後果)、両くるぶし、三果部の骨折がある。X線の必要性は、オタワ足関節ルールによって判断される場合がある。
治療は、副木による固定、ギプスによる固定、または手術が行われる。他の傷害との区別をすることが必要になる場合もある。通常、4か月以内に大幅な回復が見られるが、完全に回復するには最大2年かかる場合がある。足関節果部骨折は、毎年、成人1000人あたり約1.7人、子供1000人あたり1人にみられる。一般的に若い男性と高齢の女性に最も多くみられる。 